# Idiotypa marii
Idiotypa marii is een vliesvleugelig insect uit de familie van de Diapriidae. De wetenschappelijke naam van de soort is voor het eerst geldig gepubliceerd in 1939 door Gregor.